# 芒特普萊森特 (密歇根州)
芒特普萊森特（英語：Mount Pleasant）是一個位於美國密歇根州伊莎貝拉縣的城市。根據2010年美國人口普查，該地共人口26016人，而該地的面積約為20.23平方千米。同時該地也是伊莎貝拉縣的縣治。

## 地理
芒特普萊森特的座標為43°35′02″N 84°46′03″W / 43.58389°N 84.76750°W，而該地的平均海拔高度為235米（即771英尺）。